# 浅岡孫助
浅岡 孫助（あさおか まごすけ）は、福岡藩右筆頭取。江戸時代中期、宝暦・明和期に福岡藩の記録仕法改革をすすめた。別名、孫介、団右衛門、市八、正勢。
延享年中（1744年 - 1748年）、3人仕着代・役料銀50目を受け、御右筆所見習であったことが知られる。宝暦年中（1751年-1764年）に右筆中頭取（4人扶持15石）、のちに右筆頭取（6人扶持20石）に任じられ、宝暦・明和期の記録仕法改革を主導した。宝暦12年（1762年）に「続年中式」を編纂、御勤筋（将軍から知行を与えられた武士としての黒田家が対外的に遂行する事項）の定格を集成し、明和元年（1764年）には、以後作成される御用帳の部分仕法を立案、上申し、その功績が認められ賞せられている。この改革ののち、福岡藩の各役所においても郡役所記録・浦役所記録などの記録の整備が進められ、各役所・部署における先行法令・裁許例を、網羅的かつ容易に検索・調査することが可能となった。
筑前国早良郡鳥飼村地行八番町（現在の福岡市中央区地行2丁目12番地）に居住、のち「又部屋住」となった。